# Ferme-musée du Cotentin
La Ferme-Musée du Cotentin de Sainte-Mère-Église, dans le département de la Manche en Normandie, conserve le patrimoine rural et agricole ancien et s'attache à maintenir et valoriser le patrimoine vivant, végétal ou animal, spécialement de Normandie.

## La ferme de Beauvais
La Ferme-Musée du Cotentin de Sainte-Mère-Église se situe dans le Plain, pays d’élevage de chevaux et de la race bovine normande. Dès le XVIIe siècle, sur ces terres, on engraisse les bœufs maigres achetés dans d’autres régions. À partir du XIXe siècle, les bovins sont élevés de plus en plus pour le lait. Rapidement, les labours cèdent la place aux herbages et les premières laiteries industrielles font leur apparition. Témoin de cette spécialisation agricole, la Ferme-Musée du Cotentin est installée dans les bâtiments de la ferme de Beauvais.
L’histoire de la ferme de Beauvais remonte à la fin du XVIe siècle. Elle appartient successivement à de riches familles locales. L’un des propriétaires, le Sieur Beauvais, qui habite la ferme au début du XVIIIe siècle, lui donne son nom. Exploitée jusqu’en 1976, cette ferme-manoir à l’architecture imposante appartient aujourd’hui au Conseil départemental de la Manche qui en assure la conservation, la gestion et l’animation dans le cadre du réseau départemental des sites et musées de la Manche.

## Visite
En 1979, la ferme devient un musée. Bâti autour d’une vaste cour, cet ensemble architectural abrite une collection d’outils, de machines, de meubles et d’autres objets évoquant le travail agricole et la vie rurale, du XIXe siècle à nos jours.
L’écurie, le pressoir, la laiterie, la laverie ou encore la salle commune permettent d’imaginer les conditions de vie rurale au début du XXe siècle. Toutes les dépendances ont été conservées, comme la boulangerie, qui reprend du service lors de certaines animations, ou la charreterie. Une collection de charrettes, de machines agricoles et de tracteurs retrace les étapes de la mécanisation et de la motorisation de l’agriculture. Dans la basse-cour, on découvre la diversité des races locales : lapins blancs de Hotot, lapins Normands, oies Normandes, poules Le Merlerault, poules cotentines, canards de Rouen et canards de Duclair, l'âne du Cotentin.  La promenade se prolonge dans le potager et le rucher de la Ferme de Beauvais.

## Expositions temporaires
- Quand la Normandie devint verte (2008-2011).
- Y a p'us d'saisons. Du paysan des années 1950 à l'agriculture d'aujourd'hui (2009-2013).
- Ça va faire du foin (2010-...).
- Portraits paysans. Photographies de Patrick Turpin et récit de Rémi Mauger (2011-2012).
- Cent professions. Les femmes et l'agriculture normande en un siècle (2012-2017).
- Visite virtuelle La ferme sous l'Occupation allemande (2013-...).
- Le temps d'une traite (juillet-septembre 2013).
- À hue et à dia ! Histoire du cheval de trait en Normandie (2014-...).
- Les petites mains. Les enfants dans les fermes de Normandie (2018-...)

## Illustrations

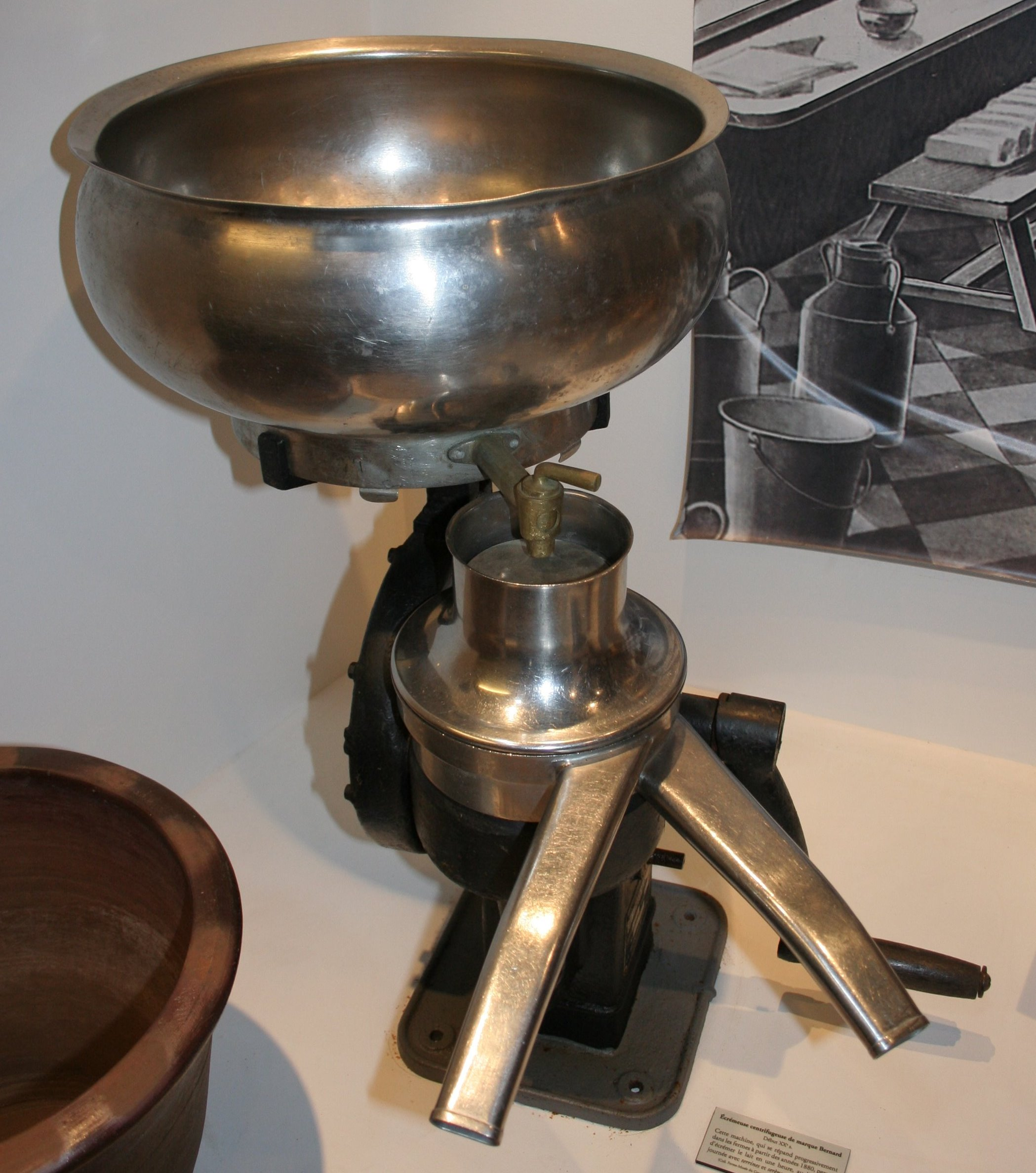
Écrémeuse
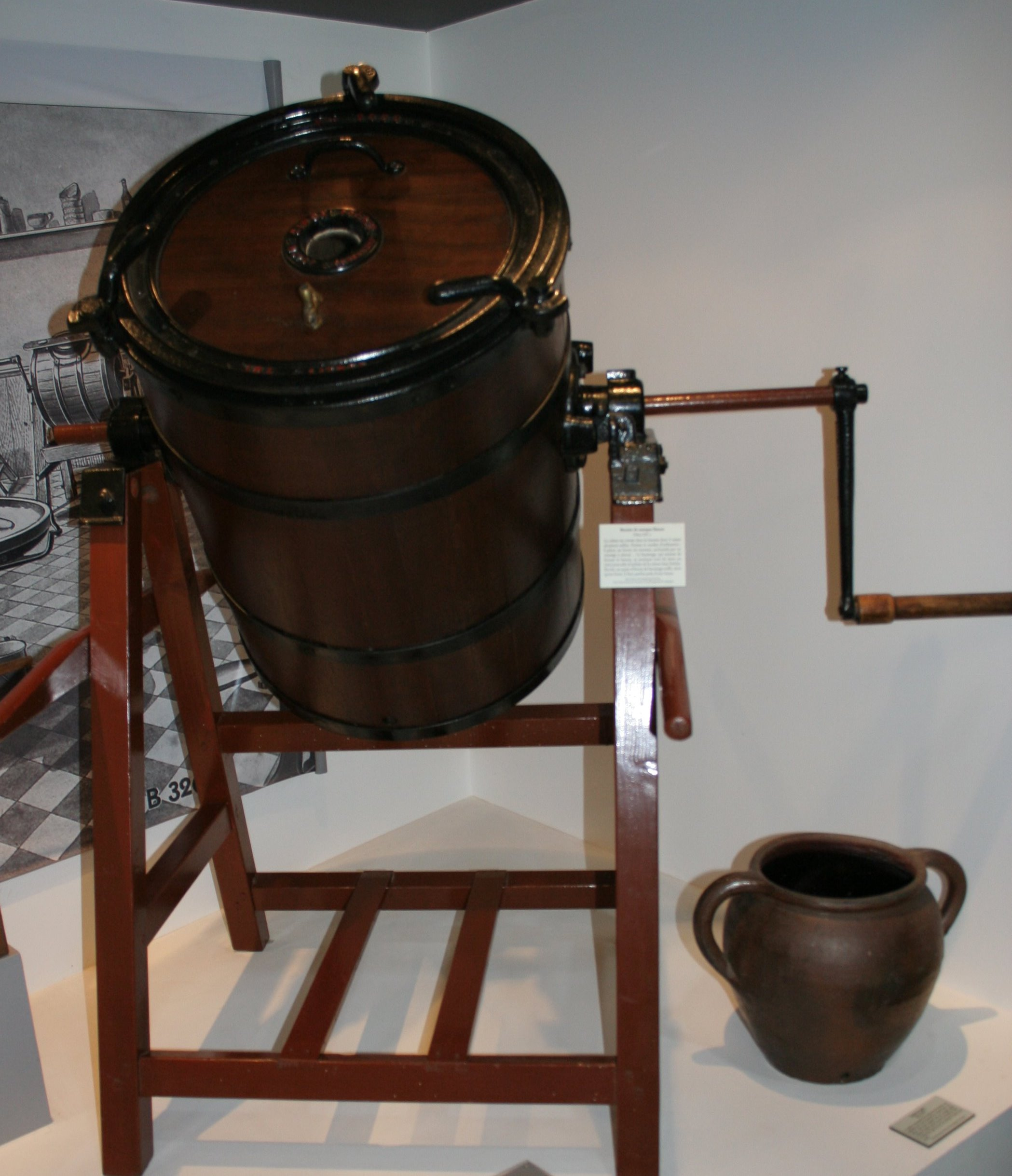
Baratte à beurre manuelle
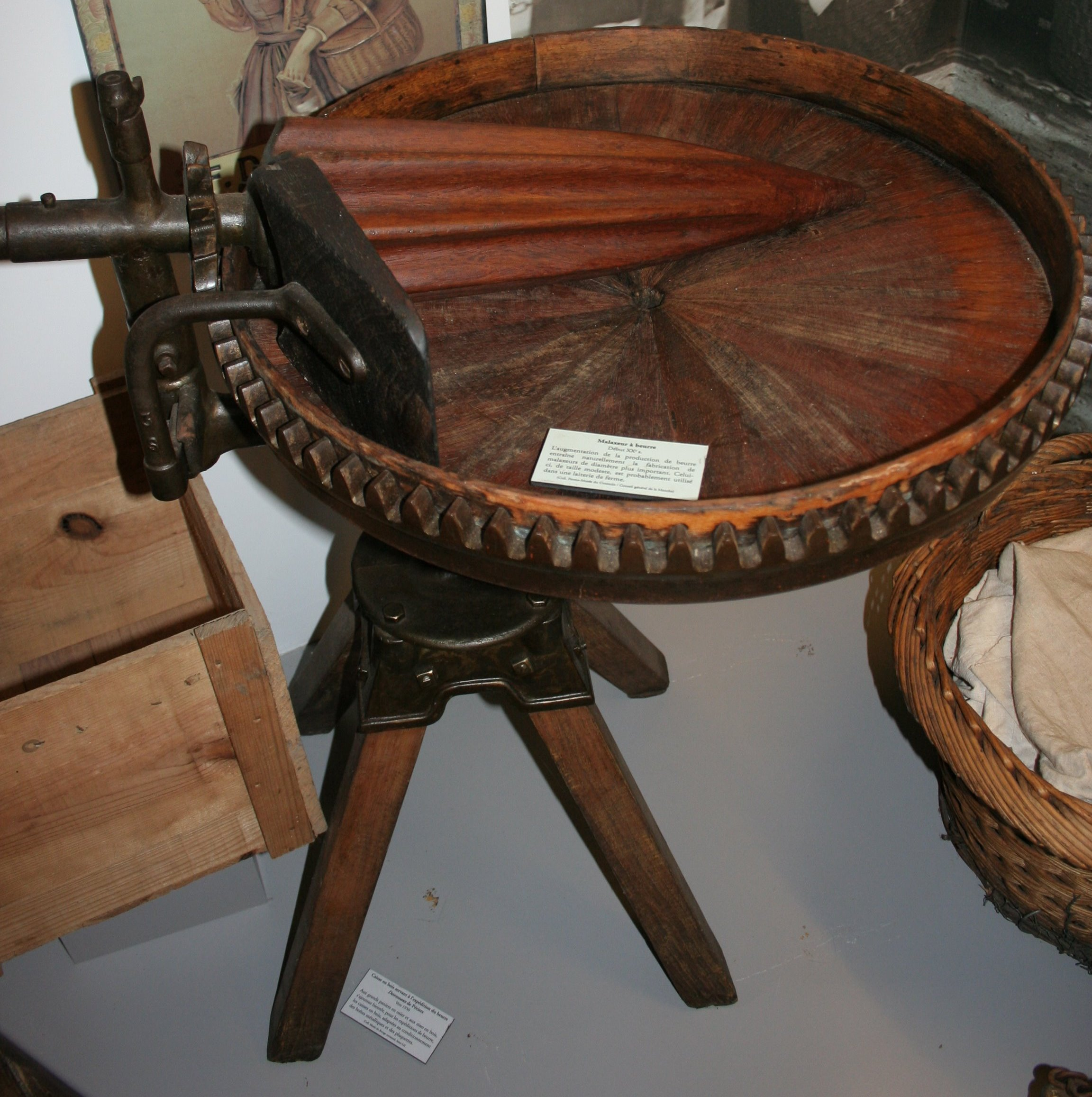
Pétrisseur de beurre
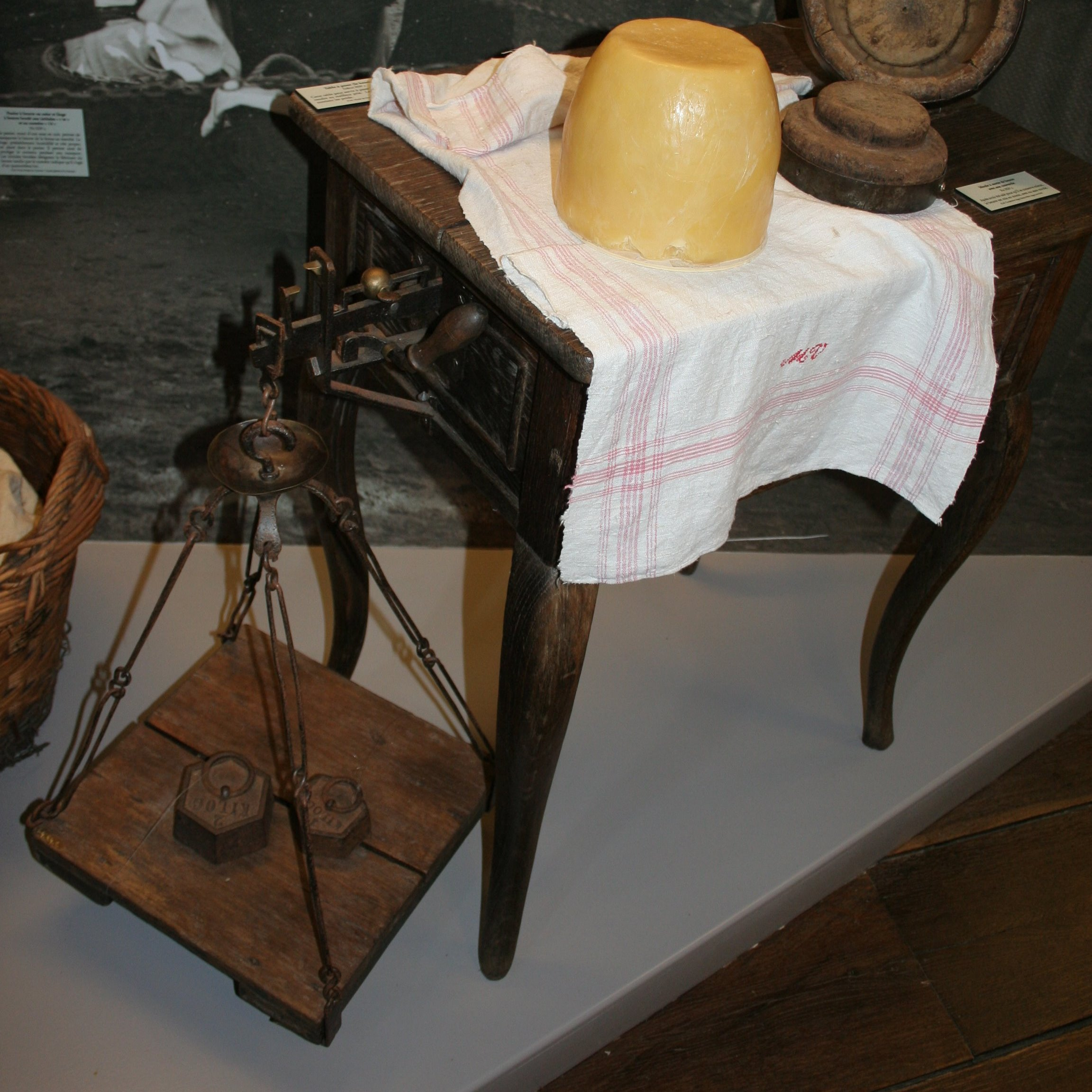
Table à peser

## Programme et événements annuels
L'année de la ferme-musée est réglée selon les saisons :
Au printemps, c'est potager et jardinage. Pendant les vacances scolaires, divers ateliers sont proposés: beurre à la baratte, fabrication de nichoirs et découverte des animaux de la ferme.
En été, tous les mardis et jeudis, ont lieu des animations : beurre à la baratte, abeilles et compagnie à la découverte des ruches de la ferme-musée, fabrication du pain, initiation à la traite à la main, ....
En automne, place aux pommes et à automne en fête. Tous les jours pendant les vacances de la Toussaint, une activité différente est proposée.